# Colias johanseni
Colias johanseni é uma borboleta da família Pieridae encontrada na América do Norte. Ela só foi encontrada nos Territórios do Noroeste e em Nunavut, no Canadá.
O seu período de voo é em julho.
A sua envergadura é de 35 a 38 mm.
As larvas alimentam-se de Hedysarum mackenzii.